# ليا بركات
ليا فارس أنطون الكازين بركات (حوالي 1858 - 4 ديسمبر 1940) كانت مبشرة مسيحية لبناني، وكاتبة، وناشطة في مجال الاعتدال، ومصلحة للسجون، وتمركزت بعد عام 1882 في فيلاديلفيا، بنسيلفينيا. كانت أول امرأة أمريكية لبنانية تكتب وتنشر سيرتها الذاتية، عندما نُشرت رسالة من جبل لبنان عام 1912.

## النشأة
ولدت ليا فارس أنطون الكازين في عبيه في القائم المزدوج- مقامات جبل لبنان. توفي والدها في الحرب الأهلية في جبل لبنان عام 1860. تلقت تعليمها على يد مبشرين ألمان، وفي مدرسة أمريكية للفتيات في بيروت.

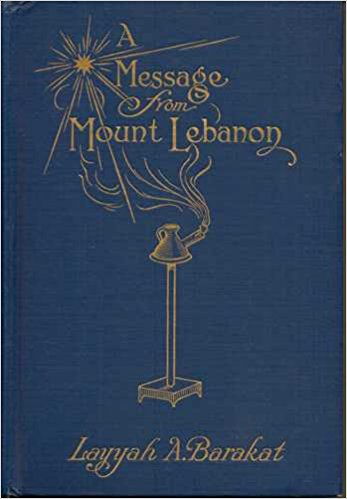
"رسالة من جبل لبنان"

## المهنة
في بيروت والقاهرة، عملت ليا الكازين بركات كمعلمة مع المبشرين المشيخيين. لقد نجت من "ثورة عرابي في عام 1882 وهاجرت إلى الولايات المتحدة في ذلك العام مع ابنتها وزوجها وشقيقه وأفراد آخرين من الأسرة.
في الولايات المتحدة، اهتمت ليا بركات بالعمل الإصلاحي، وخاصة إصلاح السجون والاعتدال. عملت في لجان جمعية سجون بنسلفانيا، حيث قامت بجولة وتفقد السجون مع رجال ونساء معنيين آخرين. كانت مندوبة إلى المؤتمر العالمي الرابع لـ اتحاد الاعتدال النسائي المسيحي في تورنتو في عام 1897. لقد كانت "متحدثة عامة مبهجة مطلوبة كثيرًا" للمجموعات الكنسية النسائية، أين لقد نالت الإعجاب بسبب "وجهها الجميل وقصتها البسيطة"، ولكن أيضًا بسبب "بلاغتها المتحمسة".
السيرة الذاتية للية بركات، رسالة من جبل لبنان (1912)، يُعتقد أنها أول سيرة ذاتية يتم نشرها لامرأة عربية أمريكية. في عام 1919 حملت الطعام والملابس المتبرع بها إلى سوريا. في عام 1922، تم افتتاح دار أيتام صغيرة للفتيات في ابيه من قبل مبشرات بروتستانتية وسميت باسم ليا بركات تقديراً لعملها في جمع التبرعات. سافرت عائدة إلى مسقط رأسها لحضور الافتتاح.

## الحياة الشخصية
تزوجت ليا الكازين من الياس بركات، وهو زميل مبشر مسيحي في مصرمصر؛ كان لديهم ثلاثة أطفال. كان صهرها مهنا عيسى بركات، قسًا ومحاضرًا مشيخيًا. ترملت عندما توفي إلياس بركات عام 1909. وتوفيت ليا بركات عام 1940 عن عمر يناهز 81 عامًا.